# Клинкино
Клинкино (укр. Клинкине) — село на Украине, находится в Новоазовском районе Донецкой области. Под контролем самопровозглашённой Донецкой Народной Республики.

## География
К северу и востоку от населённого пункта проходит граница между Украиной и Россией.

#### Соседние населённые пункты по странам света
С: —
СЗ: Коньково, Ивановка
СВ: Оболонский (Российская Федерация)
З: Самсоново
В: —
ЮЗ: Витава, Хомутово, Бессарабка, Седово-Василевка, Розы Люксембург, Маркино
ЮВ: Кузнецы
Ю: Самойлово, Ковское, Щербак

## Общие сведения
Код КОАТУУ — 1423686603. Почтовый индекс — 87630. Телефонный код — 6296.

## История
27 августа 2014 года сепаратисты ДНР  установили контроль над населенным пунктом.

## Население
- 1924 — 385 чел.
- 2001 — 258 чел. (перепись)

В 2001 году родным языком назвали:
- украинский язык — 196 чел. (75,97 %)
- русский язык — 62 чел. (24,03 %)

## Адрес местного совета
87630, Донецкая область, Новоазовский район, с. Самойлово, ул.60 лет Октября, 72